# Lawrence Barrett

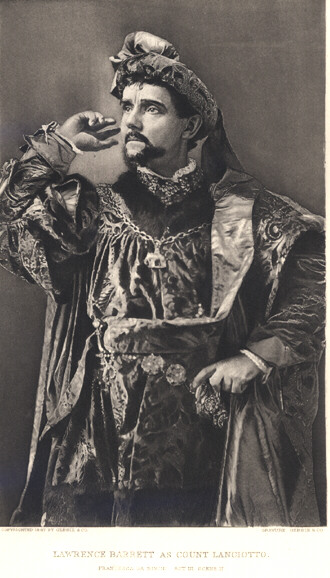
Lawrence Barrett, 1887

Lawrence Barrett, född 4 april 1838 i Paterson, New Jersey, död 20 mars 1891, var en amerikansk skådespelare med irländska föräldrar. Han debuterade i Detroit som Murad i "Den franske spionen" och spelade sedan i många olika roller som:
- Hamlet
- Kung Lear
- Macbeth
- Shylock
- Richard III
- Othello